# 20-as busz (Debrecen)
A debreceni 20-as busz a Segner tér, és Kismacs között közlekedett. A város egyik fontos közlekedési csomópontját köti össze Kismaccsal, mely a város egyik külterülete, Debrecen határától kb. 4 km-re nyugatra fekszik. Útja nagy részét a 33-as főúton teszi meg, ahol hipermarketeket, ipari területeket és iskolákat is érint. A 20-as busz 2011. május 16-tól megszűnt.

## Története
A járat 1964. november 1-én, a téli menetrend bevezetésekor indult a Hajdúsági áruház - Dózsa György utca - Füredi út - Kertváros vasútállomás útvonalon. 1968-ban a végállomása a Bajcsy Zsilinszky utcára került át, valamint a Dózsa György utca helyett az Egyetem sugárúton közlekedett. 1969-ben a Füredi út átépítése idején a Bajcsy Zsilinszky út - Bethlen utca - Honvéd utca - Mester utca - Böszörményi út - Füredi út - Kertváros vasútállomás útvonalon közlekedett. Nem sokkal később Kismacsig hosszabbítják meg. 1971-ben elkezdődik a járatcsalád bővítése. Létrejön a Kálvin tér - Hatvan utca - Bethlen utca - Egyetem sugárút - Füredi út - Balmazújvárosi út - Házgyár útvonalon közlekedő 20Y, és a MÁV-állomás - Piac utca - Hatvan utca - Bethlen utca - Egyetem sugárút - Füredi út - Balmazújvárosi út - Házgyár útvonalon közlekedő M21-es autóbusz. 1972. nyarán útépítés miatt az Egyetem sugárút helyett ismét a Dózsa György utcán közlekedett mindhárom járat. 1974-ben a 20-as és a 20Y busz végállomása a mai Segner térre került át. Még ebben az évben elindult a járatcsalád negyedik járata az M20-as, mely a MÁV-állomás - Wesselényi utca - Hajnal utca - Rakovszky Dániel utca - Nyíl utca - Bem tér - Füredi út - Balmazújvárosi út - XIII. sz. Autójavító Vállalat útvonalon közlekedett. 1979. február 24-én elindul a 20A busz, mely a Segner tér és a Balmazújvárosi út között a 20-as útvonalán közlekedett, a Balmazújvárosi út végén pedig az M20-as busz XIII. sz. Autójavító Vállalat elnevezésű fordulójában fordult vissza. 1986-tól a 20-as busz is érintette a 20A és M20-as busz XIII. sz. Autójavító Vállalat megállóhelyét. 1991-ben a 20A busz megszűnik. 1998. május 1-én megszűnik a 20-as járatcsalád. A 20-as autóbusz változatlan marad, viszont a 20Y és az M21-es busz megszűnik. Az M20-as busz feladatát a Nagyállomás és a Házgyár között a már a 20-as busztól független 21-es busz veszi át. 2000. január 1-én elindul a 33-as busz, mely a 20-ashoz hasonlóan kiszolgálja a Balmazújvárosi utat, valamint Kismacst. 2002. augusztus 1-től már nem a Napraforgó utca–33-as főút kereszteződésénél lévő fordulóban fordul meg, hanem Kismacs belterületén a 33-as főút - Napraforgó utca - Orgona utca - 33-as főút útvonalon. 2006. szeptember 1-től a tervek szerint Debrecen belterületén belül a 33-as busz útvonalán közlekedett volna a 33-as betétjárataként kizárólag csúcsidőben óránként. A 33-as busz mindkét irányban Kicsmacson keresztül közlekedett volna. A terv végül nem valósult meg, és lekerült a Hajdú Volán oldaláról több tervvel együtt. 2010. július 12-én a 20-as és 33-as járatokat részlegesen összevonták. Létrejött a 33Y busz, mely Kismacs érintésével közlekedett. A 20-as busz innentől már csak csúcsidőben járt óránként, többi időszakban pedig a 33-as és a 33Y busz vette át a szerepét. A 2011-es menetrendváltozás II. ütemében végleg összevonták a 20-as, 33-as és 33Y járatokat. Innentől kezdve a 33-as járatcsalád járatai Kicsmacs érintésével közlekednek. A 20-as busz utolsó üzemnapja hivatalosan 2011. május 15. volt, viszont mivel csak hétköznap közlekedett, így az utolsó járat 2011. május 13-án a délutáni csúcsidő végén közlekedett.

## Járművek
A viszonylaton Alfa Cívis 12 szólóbuszok közlekednek.

## Útvonala
| Segner tér – Kismacs:                                                                                            | Kismacs - Segner tér: |
| --- | --- |
| - Segner tér - Hatvan utca - Bethlen utca - Egyetem sugárút - Füredi út - Balmazújvárosi út - 33-as út - Kismacs | - Kismacs - Napraforgó utca - Orgona utca - 33-as út - Balmazújvárosi út - Füredi út - Egyetem sugárút - Bethlen utca - Hatvan utca - Segner tér |

## Megállóhelyei

### Segner tér – Kismacs
| idő | megállóhely neve            | átszállási kapcsolatok                                         |
| --- | --------------------------- | -------------------------------------------------------------- |
| 0   | Segner tér                  | 13, 17, 17A, 17Y, 33, 34J, 35J, 35S, 36J, 351 2, 2A, 3, 3A, 3E |
| 2   | Hatvan utca                 | 10, 10Y, 13, 14, 26, 26Y, 32                                   |
| 3   | Pásti utca                  | 10, 10Y, 13, 14, 26, 26Y, 32                                   |
| 4   | Kölcsey központ             | 10, 10Y, 13, 14, 26, 26Y, 32                                   |
| 6   | Honvéd utca                 | 10, 10Y, 13, 14, 26, 26Y                                       |
| 9   | Malompark                   | 21, 23                                                         |
| 11  | Jerikó utca                 | 21, 23                                                         |
| 13  | Füredi kapu                 | 21, 23, 33                                                     |
| 14  | Gábor Dénes Szakközépiskola | 21, 23, 33                                                     |
| 16  | Vízmű                       | 21, 23, 33                                                     |
| 18  | Bevásárlóközpontok          | 21, 23, 33                                                     |
| 19  | Autópiac                    | 33                                                             |
| 21  | Kismacs, lakótelep          | 33                                                             |
| 22  | Kismacs                     | 33                                                             |

### Kismacs-Segner tér
| idő | megállóhely neve            | átszállási kapcsolatok                                                          |
| --- | --------------------------- | ------------------------------------------------------------------------------- |
| 0   | Kismacs                     | -                                                                               |
| 1   | Napraforgó utca             | -                                                                               |
| 2   | Orgona utca                 | -                                                                               |
| 4   | Autópiac                    | 33                                                                              |
| 6   | Bevásárlóközpontok          | 21, 23, 33                                                                      |
| 8   | Vízmű                       | 21, 23, 33                                                                      |
| 10  | Gábor Dénes Szakközépiskola | 21, 23, 33                                                                      |
| 13  | Domokos Lajos utca          | 21, 23                                                                          |
| 15  | Malompark                   | 21, 23                                                                          |
| 17  | Egyetem sugárút             | 10, 10Y, 13, 14, 26, 26Y                                                        |
| 19  | Honvéd utca                 | 10, 10Y, 13, 14, 26, 26Y                                                        |
| 21  | Jókai utca                  | 10, 10Y, 13, 14, 26, 26Y, 32                                                    |
| 23  | Hatvan utca                 | 10, 10Y, 13, 14, 26, 26Y, 32                                                    |
| 25  | Segner tér                  | 10, 10Y, 13, 14, 17, 17A, 17Y, 32, 33, 34J, 35J, 35S, 36J, 351 2, 2A, 3, 3A, 3E |

## Járatsűrűség
Hétköznap és tanszünetben egész nap óránként, de délelőtt, kora délután és este csak két óránként közlekedik. Hétvégente reggel óránként jár, délelőtt nem közlekedik, délután és este pedig 2-3 óránként indul.
Pontos indulási idők itt.